# DJ Orkidea
Orkidea (ur. 1977) – artystyczny pseudonim fińskiego producenta muzyki elektronicznej Tapio Hakanena. 
DJ Orkidea był jednym z najsławniejszych skandynawskich DJ-ów przez ponad 10 lat. Był trzykrotnie wybrany najpopularniejszym nordyckim DJ-em w szwedzko-duńskim głosowaniu internetowym i pięciokrotnie wybrany do nagrody "Najlepszego DJ" fińskich klubów. Jego utwór "Beautiful" był w 2005 hitem w Finlandii i znalazł się na soundtracku z fińskiego filmu "Hymypoika". Jego ojciec, Yrjö Hakanen, jest liderem Komunistycznej Partii Finlandii

## Dyskografia

### Albumy
- Taika - Selected Works '98-'03 (2003)
- Music Speaks in Thousand Languages (2005)
- Metaverse (2008)
- 20 (2011)
- 20:Ximer (2013)
- Harmonia (2015)

### Kompilacje
- Unity Mix Volume 9 (2000)
- A Place Called Happiness (2005)
- Unity The Island 2007 - Balearic Bliss Mix (2007)
- Pure Trance (Solarstone + Orkidea) (2012)

### Single
- Unity (1999)
- Melancholy (feat Valeska) (2004)
- Beautiful (2005)
- YearZero (vs Andy Moor) (2007)
- Metaverse (2008)
- Slowmotion (with Solarstone) (2010)
- Zeitgeist (with Solarstone) (2011)
- Hale Bopp (2012)
- Liberation (2012)
- Pacifique (2013)
- Slowmotion II (with Solarstone) (2013)[1]
- Slowmotion III (with Solarstone) (2014)
- Purity (2014)
- Revolution Industrielle (2015)
- Redemption (2015)
- Z21 (with Activa) (2015)
- Glowing Skies (with Lowland) (2015)
- North Star (with Giuseppe Ottaviani) (2016)
- Higher State (2017)